# 苏库恰克水库
苏库恰克水库，位于中华人民共和国新疆维吾尔自治区莎车县艾里西湖镇西北约12千米，布古里库木沙漠东部边缘处，是一座大（2）型平原灌注式水库。水库于1974年动工修建，1985年底完成一期工程，设计总库容1.6亿立方米，现状库容1.08亿立方米。大坝为黏土心墙坝，主坝长13.9千米，副坝长7.8千米，最大坝高7.7米，水库正常水位水域面积47.5平方千米。苏库恰克水库通过引水渠、放水渠沟通了叶尔羌河西岸自喀群引水枢纽至民生渠首全长近200千米的西岸输水系统，承担着下游莎车县、麦盖提县、巴楚县、岳普湖县以及农三师四十二团等地7.27万公顷耕地的灌溉任务。